# Тресеница
Тресеница (макед. тресеница от «трясти, встряхивать») — македонский народный танец-хоровод области Мариово.
Типичный женский танец — ритмичный грациозный с выразительным покачиванием тела. Во время движения ступают всей ступней, с лёгким ударом пяткой по земле. Танцоры держат руки и начинают танец в полукруге. Ритм танца — 2/4, существует четыре варианта танца.